# Kordeš
Kordeš je priimek v Sloveniji, ki ga je po podatkih Statističnega urada Republike Slovenije na dan 1. januarja 2010 uporabljalo 11 oseb.

## Znani nosilci priimka
- Leopold Kordeš (1808—1879), publicist, pesnik in pripovednik
- Karel Kordeš (1927—1991), pedagoški delavec, ravnatelj
- Melita Kordeš Demšar, ustavoviteljica in vodja Montessori inštituta v Sloveniji
- Štefka Kordeš (*1937), ustanoviteljica in direktorica Zavoda za zaposlovanje v Velenju, amateska slikarka
- Urban Kordeš (*1968), kognitivni znanstvenik, publicist